# Ґаздайка Петро
Петро Газдайка (* 19 квітня 1891, Коросно, Лемківщина — † 1979, м. Франкфурт-на-Майні, ФРН) — сотник, командир 9-ї бригади Української Галицької Армії.

## Життєпис
Народився 19.04.1891 року, в містечку Кросно, Лемківщина, у родині рільника. Три роки навчався в сільській школі, після того в гімназії в Новому Санчі. Згодом поступив на правничий факультет Львівського університету.

### В армії Австро-Угорщини
У період 1913—1914 рр. відбував військову службу в Австро-угорській армії. Закінчив офіцерську школу в Трієсті та проходив службу в 27 піхотному полку, в складі якого пройшов всю Першу світову війну.
З грудня 1914 фенрих. Воював на Сербському та Італійських фронтах. Мав п'ять поранень, нагороджений був Срібною медаллю. В 1917 році став лейтенантом і перебрав командування над кулеметною командою (8 кулеметів).

### На службі Україні
У листопаді 1918 року в Львові поступив на службу в УГА. Брав участь в боях за Львів. У грудні воює у складі групи «Схід». Сотник УГА. Згодом старшина 4-ї Золочівської бригади. В ході наступу армії Галлера ледве не потрапив до польського полону.
З червня 1919 року — командант 7 пішого полку. Згодом — командант 9-ї Белзької бригади. Воював на протибільшовицькому фронті. Восени захворів на плямистий тиф. З лютого 1920 року — в ЧУГА. Весною інтернований поляками. Перебував у таборі в Тухолі.
З грудня 1920 року в еміграції. Проживав у Франкфурті на Майні. Помер у 1979 році.